# Jimmy Choo

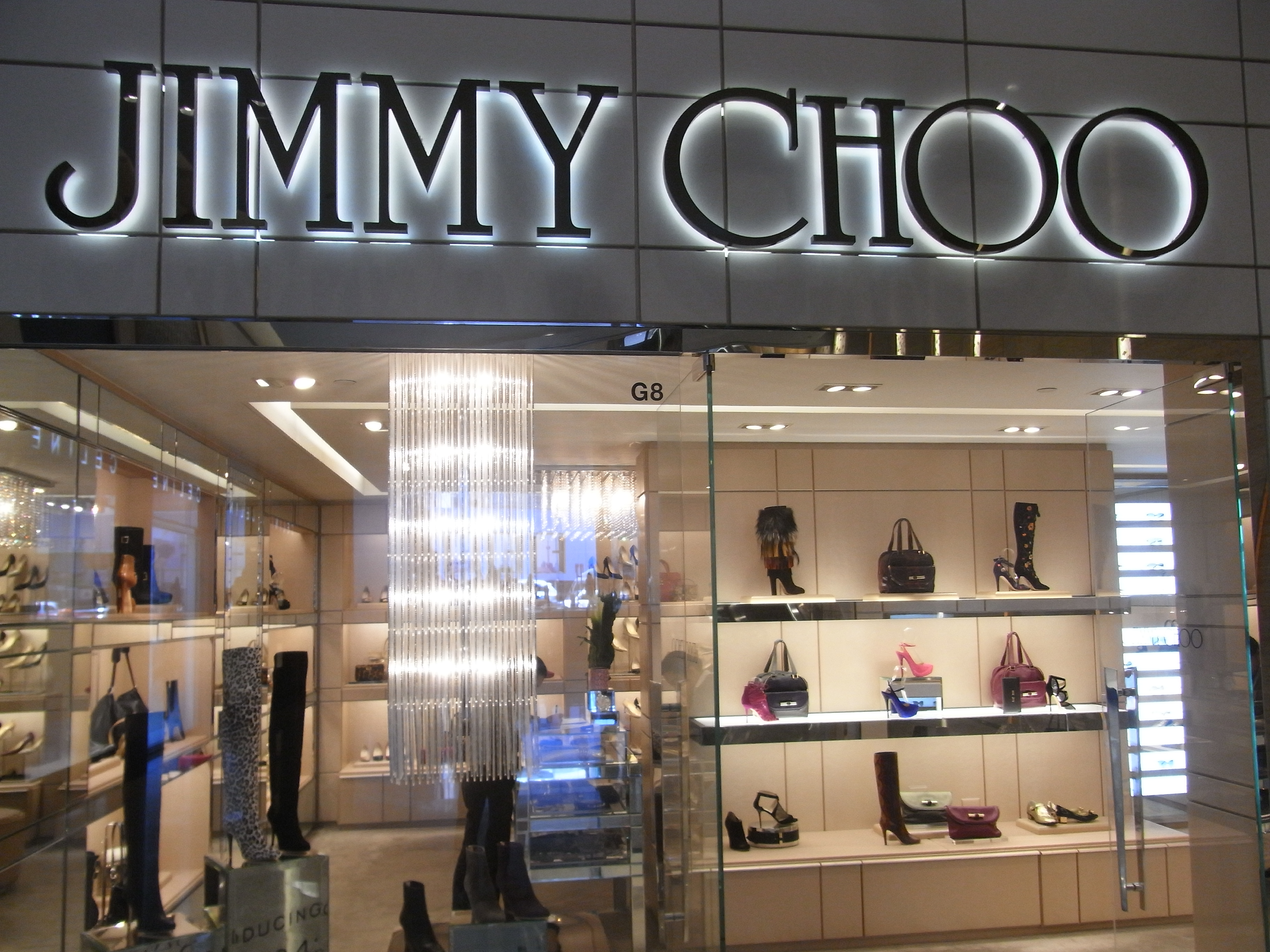
Витрина магазина Jimmy Choo в Гонконге

Jimmy Choo — компания по производству обуви, основанная в 1996 году малайзийским дизайнером Джимми Чу. Креативным директором компании является Сандра Чой, племянница Чу.

## История
В 1986 году Джимми Чу открыл предприятие по производству обуви в лондонском боро Хакни; самым известным его клиентом была принцесса Диана. В 1996 году Чу и Тамара Меллон (редактор журнала Vogue) основали компанию Jimmy Choo Ltd. В 1997 году был открыт первый бутик в Лондоне, а в 1998 году — первый магазин в Нью-Йорке.
В 2001 году 50-процентную долю в компании купил инвестиционный фонд Equinox Luxury Holdings; Джимми Чу отошёл от дел компании. В 2003 году была запущена линия сумок. В 2004 году новым владельцем компании стал инвестиционный фонд Lion Capital, а в 2007 году контроль над компанией перешёл к TowerBrook Capital Partners. В 2011 году компания лицензировала свой бренд для производства парфюмерии и очков. Также в 2011 году владельцем Jimmy Choo стала Labelux Holding, дочерняя компания холдинга JAB. После реорганизации бизнеса в июне 2014 года JAB начал управлять брендом Jimmy Choo напрямую. Осенью того же года 25,9 % акций Jimmy Choo были размещены на Лондонской фондовой бирже; инвесторы оценили компанию в 545,6 млн фунтов стерлингов (877,8 млн долларов). К этому времени у компании было 177 магазинов в 34 странах мира.
В 2016 году продажи Jimmy Choo увеличились до рекордных 364 млн фунтов (467 млн долларов). По словам представителей компании, хорошие темпы роста в Китае нивелировались слабыми продажами в США и Европе.
В апреле 2017 года появилась информация, что JAB Holding выставил на продажу принадлежащие ему обувные бренды Jimmy Choo и Bally, так как холдинг решил сконцентрироваться на товарах массового потребления — в первую очередь, кофе и смежных с ним продуктах. Бренд Jimmy Choo был куплен холдингом Michael Kors за 1,2 млрд долларов. Осенью 2018 года холдинг купил дом моды Versace, после чего сменил название на Capri Holdings.

## Деятельность
Компания Jimmy Choo составляет одно из трёх подразделений группы Capri Holdings. В 2023/24 финансовом году выручка компании составила 618 млн долларов (12 % выручки всей группы).
Компания разрабатывает дизайн мужской и женской обуви, а также галантерейных товаров — сумок, ювелирных изделий, шарфов и поясов. Основную часть продукции изготавливают контрактные производители в Италии, отдельные модели выпускаются на собственной обувной фабрике в Пистое (Италия). По состоянию на март 2024 года розничная сеть компании насчитывала 234 магазина.
Capri Holdings лицензирует бренд Jimmy Choo другим компаниям для производства различных товаров, в частности, Interparfums выпускает парфюмерию, EssilorLuxottica — очки.